# マラズギルトの戦い
マラズギルトの戦い（マラズギルトのたたかい、トルコ語：Malazgirt Savaşı、ギリシア語: Μάχη του Μαντζικέρτ Mache tou Manzikert）は、1071年8月26日に、アナトリア東部のマラズギルト（Malazgirt）で、東ローマ帝国とセルジューク朝との間で戦われた戦闘。セルジューク朝が勝利をおさめ、東ローマ皇帝ロマノス4世ディオゲネスは捕虜となった。
戦闘が行われた地名について、東ローマのギリシア語文献はアルメニア語の「マンツィケルト」(Mantzikert)を転写した「マンヅィケルト」「マンジケルト」(Μαντζικέρτ, Mantzikert)なる表記で記しており、日本の世界史の教科書では「マンジケルトの戦い」と呼ばれる場合が多い。一方、セルジューク朝関連のペルシア語文献では「マラーズギルド」（ ملازكرد Malāzgird）あるいは「マナーズギルド」（ منازكرد Manāzgird）などの表記を採り、アラビア語文献では「マナーズジルド」（ منازجرد Manāzjird）などとも記されている。
戦闘の主力は職業軍人である東西のタグマとそれより多い傭兵に頼っていた。アナトリアの徴募兵は早々と戦闘から遁走し生き残った。
マラズギルトの戦いの敗北は、東ローマ帝国にとって破滅的なもので、帝国の通常の国境防衛能力を弱体化させる内戦と経済的危機を引き起こした。

これは中央アナトリアに大量のトルコ系移民を招き、1080年までに30,000平方マイル (78,000 km2)がセルジューク朝によって獲得された。アレクシオス1世コムネノス（1081年-1118年）が帝国の安定性を回復させるのはこの戦い以後の30年に渡る内戦の後である。歴史家のトーマス・アスブリッジは「1071年に、セルジューク朝は帝国軍をマラズギルトの戦いで撃破し、歴史家たちはまだこれをギリシャ人にとっての完全なる逆転劇と考えていないが、鋭い挫折であった」と述べている。

## 背景
1038年に、ニーシャープール、エスファハーンを拠点としてホラーサーン以西のイラン全土を支配下に置いたトゥグリル・ベクは、麾下のオグズ（テュルクメン）系テュルク遊牧民の軍勢を率いてアッバース朝の首都バグダードに入城し、トゥグリルはカリフ・カーイムからスルターンの称号を正式に許可され、セルジューク朝が開基されると、その勢力は西方のアゼルバイジャン、シリア方面にのびていった。第2代スルターンとなったアルプ・アルスラーンの頃にはグルジア、ファーティマ朝治下のシリアに進出。さらにアルメニアに食指を動かした。
これが、東ローマ帝国との対立を生ずることになり、この戦いにいたった。
東ローマ帝国は中世には強大な勢力を誇っていたにもかかわらず、 帝国は軍事的に無能な皇帝、コンスタンティノス9世モノマコス、コンスタンティノス10世ドゥーカスの治世の下で衰退をはじめ、イサキオス1世コムネノスの2年の短期間の軍事改革がかろうじて帝国軍の崩壊を先延ばしにしていた。
東ローマ帝国が大セルジューク朝と接触を持ったのはコンスタンティノス9世の時代であり、アルメニアの首都アニであった。しかしコンスタンティノス9世は東ローマ帝国とセルジューク朝との間に和議を結んだ。この和議は1064年にセルジューク朝がアニを征服するまで続いた。コンスタンティノス10世は前任者に対して多くの不名誉を犯した。カエサリアに続いて、1067年にはアルメニアがセルジューク朝によって奪われた。
1068年、ロマノス4世が権力を握ると、短期間の軍事改革ののち、マヌエル・コムネノス（皇帝イサキオス1世の甥）にシリアのヒエロポリス攻略の許可を与え、対セルジューク朝遠征のために軍を率いることを委ねた。
東ローマ帝国のシリアでの反撃が成功すると、トルコのイコニウム攻撃は阻止された。
しかし、マヌエルが敗れ、セルジューク朝の捕虜になると遠征は大失敗に終わった。
東ローマ帝国の遠征の失敗にもかかわらず、アルプ・アルスラーンはすぐに東ローマ帝国と和平を模索し始めた。彼はエジプトのファーティマ朝を主要な敵とみなしており、東ローマ帝国との無用な戦闘を避けたかった。それゆえ1069年に東ローマ帝国とセルジューク朝との間に平和条約が締結された。
1071年2月、ロマノスは1069年の条約更新のためにアルプ・アルスラーンに大使を派遣した。ロマノスの使節はエデッサの外のスルタンに到着したが、そこは彼が籠城しているところであった。東ローマに対して北方の安全を確保するために、アルプ・アルスラーンは幸いにもこの条件に同意した。
包囲が解けると、彼はすぐに軍を率いてアレッポのファーティマ朝の軍を攻撃した。しかし平和条約の更新の申し出は実は、ロマノスの計画の鍵であった。ロマノスが大軍を率いて、アルメニアに攻め込み、失陥した要塞を回復するのに十分な時間スルタンから注意をそらすための鍵であった。

## 戦闘準備

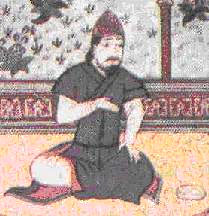
セルジューク朝のアルプ・アルスラーン

ロマノスに同行したアンドロニコス・ドゥーカスは摂政であり直接の政敵でもあった。軍は5,000の西方の属州からのローマの職業軍人ともしかしたら同数の東方の属州からの軍勢、すなわちルーセル・ド・バイユール指揮下の500人のフランク人とノルマン人傭兵に、アンティオキア公指揮下のトルコ人（オグズ族、ペチェネグ族）とブルガール人の傭兵からなる歩兵とたまたま参加したグルジアとアルメニアの軍勢とヴァラング隊の軍勢から構成されておりこれは全部で4万から7万であった。
ローマの属州（テマ）の軍の量はロマノスが継承する前年までに減少してきた。中央政府が財力を、帝国内の党派争いに関与させやすい傭兵の徴募に流用していたのだ。
傭兵が使用されたときでさえ、彼らはのちにカネの節約のために解散させられた。
小アジアを横断する進軍は長く困難なものであり、ロマノスは豪華な荷物を持ってくることで軍を手なずけていた。ローマの住民はまたロマノス軍のフランク人傭兵の略奪に苦しんでいた。彼は解任されることを余儀なくされた。
1071年、6月にテオドシオポリス（いまのエルズルム）に到達した遠征軍はハリュス川のセバスティアで最初の休息を取った。そこでは将軍のなかには進軍を続けて、セルジューク朝の領内に侵入し、アルプ・アルスラーンが陣容を整える前にこれをとらえてしまうことを示唆するものがいた。ニケフォロス・ブリュエンニオス（大）（en:Nikephoros Bryennios the Elder）を含む他の将軍にはここで休み、その陣地を強化することを示唆するものもいた。最終的には進軍の継続が決定した。
アルプ・アルスラーンは遠くにいるか全く来ないかのどちらかだと考え、ロマノスはヴァン湖まで進軍し、可能ならヒラート要塞より近い、マラズギルトの奪還を期待していた。 ところが、アルプ・アルスラーンは実際にはこの領域に30,000のアレッポとモスルからの騎兵とともにいたのである。アルプ・アルスラーンの斥候はロマノスの居場所を正確に知っていた。その間ロマノスは敵の動きを知らなかった。
ロマノスは将軍のイオセフ・タルカネイオテスにローマ軍とヴァラング隊と従軍しているペチェネグ族とフランク族の軍勢にヒラート要塞をとるように命令し、その間ロマノスと残る軍勢はマラズギルトを目指して進軍した。この軍の分割で両軍の数は20,000人ほどになった。イオセフス・タルカネイオテスと彼とともに分割された軍に何が起きたかはわからない。イスラームによるとこの軍はアルプ・アルスラーンによって壊滅させられたと。しかしロマノス側の記録では出会いは平穏なままだと残っている。一方で東ローマの史家のミカエル・アタラレイアテスはローマ軍の評判を考えるとありそうにないことだがタルカネイオテスがセルジューク朝の光景を見て逃げたと示唆している。いずれにせよ、ロマノスの軍は当初の4万から7万の半分以下に減少した。

## 戦闘

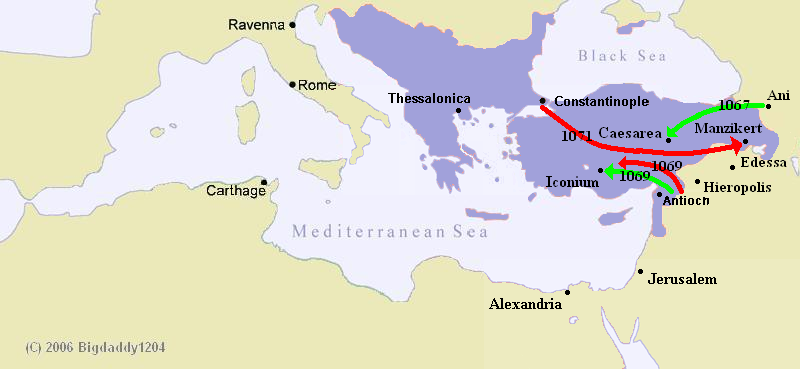
1071年の東ローマ帝国とセルジューク朝の戦い。東ローマ帝国 (藤色)、東ローマの攻撃（赤）。セルジューク朝（緑）セルジューク朝の攻撃（緑）

戦いに臨む朝、アルプ・アルスラーンは集めた軍勢の前に、イスラム教の死に装束である白服をまとって現れて演説をした。戦死する覚悟であることを軍勢に示し、士気を高めた。ロマノスはタルカネイオテスの軍を失ったことに気づかないままマンジケルトに軍を進め、8月23日に易々と占領した。セルジューク軍は弓兵の激しい反撃でこれに応じた。
マンジケルトは、北にある小川と南のヴァン湖に挟まれた、緩やかな起伏のある開けた平野だった。翌日、ブリュエンニノス に率いられて兵糧調達に出かけた部隊が、セルジューク軍と遭遇し、マンジケルトに退却してきた。ロマノスはこれをアルスラーンの全軍だとは信じず、アルメニアのバシラケスに少数の騎兵を率いらせて送り出したが全滅し、バシラケスは捕虜になった。ロマノスは陣を布いたが、左翼のブリュエンニノスがトルコ兵の素早い進撃により包囲されたため、左翼は後退した。日没と共にセルジューク軍は近くの丘陵の陰に兵を退いたので、ロマノスは反撃できなかった。

東ローマ帝国と和平を結んだセルジューク朝はエジプトへの侵攻を計画していたが、アレッポで東ローマ帝国の進軍を知ったアルプ・アルスラーンは北上し、ヴァン湖の北で東ローマ帝国軍と遭遇した。

8月25日、ロマノスはセルジューク側からの和平交渉を拒絶した。ロマノスは帝国の東方問題と、トルコの絶え間ない侵入を、決定的な軍事的勝利によって解決することを望んでいた。また、ここでいったん和平し、機を改めてセルジューク朝に対する軍事行動を起こすのは、困難でありかつ戦費も莫大にかかると考えていた。この日、東ローマ軍の陣中にいた何人かのトルコ人傭兵が、セルジューク軍に従軍していた親類を訪ねて行き、そのまま脱走した。ロマノスはタルカネイオテスを呼び戻そうとしたが、彼はもはや戻らなかった。
翌26日、東ローマ軍は戦闘隊形をとってトルコ陣営に向けて進撃した。左翼にブリュエンニノス率いるヨーロッパのテマからの召集兵、右翼にカッパドキアの将軍テオドシウス・アリュアッテス率いるアルメニア騎兵とテマ・カルシアノンの騎兵、そして中央はロマノス自らが率い、近衛兵と帝国中央のテマの兵が固めた。主力後方には、傭われゲルマン人の騎兵隊やイタリアのノルマン人部隊、帝国東方の州から徴募された兵から成る予備兵団が配置され、アンドロニコス・ドゥーカスが率いた。ドゥーカスは皇帝ロマノスの政治的な競争相手でもあり、彼の皇帝への忠誠心を考えれば、これは愚かな選択だった。
東ローマ軍がセルジューク軍に向けて進撃を始めると、アルスラーンのそばに控えるトルコ兵が「陛下、敵が近づいて来ております」と報告した。アルスラーンは「敵に近づいているのは、我々もまた同じだ」と応じたと言われている。セルジューク軍は東ローマ軍から4キロ離れて、三日月型の陣形をとった。 東ローマ軍に近づくと、セルジューク軍の弓騎兵が後退しながら矢を雨あられと浴びせた。セルジューク騎兵は、敵が接近して攻撃を仕掛けようとすると馬上から弓を放ちながら後退するという、いわゆる草原の遊牧民の伝統的な一撃離脱戦法をとった。セルジューク軍の中央が徐々に後退すると同時に、両翼は東ローマ軍を包囲するように動いた。東ローマ軍中央はセルジュークの猛烈な射撃に耐えつつ、夕方にはもぬけの空になったアルスラーンの本陣を占拠した。しかし、東ローマ軍両翼は、セルジューク弓兵の攻撃で大打撃を被り、個々の部隊がセルジューク軍と接触しようとするころまでには、ほぼ壊乱していた。
セルジューク軍が白兵戦を避けたため、ロマノスは日没と共に退却の命令を出さざるを得なかったが、右翼には命令がうまく伝わらなかった。また、皇帝のライバルであるドゥーカスは皇帝を見捨て、退却を援護せずに戦場の外にある宿営地まで撤退した。東ローマ軍は完全に混乱状態に陥り、中央と両翼の間に隙間ができると、セルジューク軍は機を逃さずに攻撃に転じ、アルスラーンは余力を残した数千の騎兵隊を投入した。 東ローマ軍の後衛からは「アルメニア軍とトルコ人が裏切り、皇帝が殺された」と叫び声が上がり、動揺した右翼は総崩れとなった。実際は、アルメニア軍が真っ先に戦場から逃走して何とか逃げ延びたのとは対照的に、東ローマ軍のトルコ人部隊は最後まで皇帝に忠誠を尽くした。ブリュエンニノスが率いる左翼も、しばらくは持ちこたえたものの、間もなく潰走した。
皇帝と親衛隊のヴァリャーグ隊ら、東ローマ軍中央が取り残され、セルジューク軍に包囲された。ロマノスは負傷し、セルジューク軍に捕らえられた。生き残った兵は戦場から逃げ落ちたが、セルジューク軍に追跡されて夜通し殺戮が続いた。職業軍人で構成された東ローマ軍の中核は壊滅した。小作農と徴募兵から成る部隊の多くは、ドゥーカスに指揮されて戦場から離脱した。

### 捕虜となった皇帝

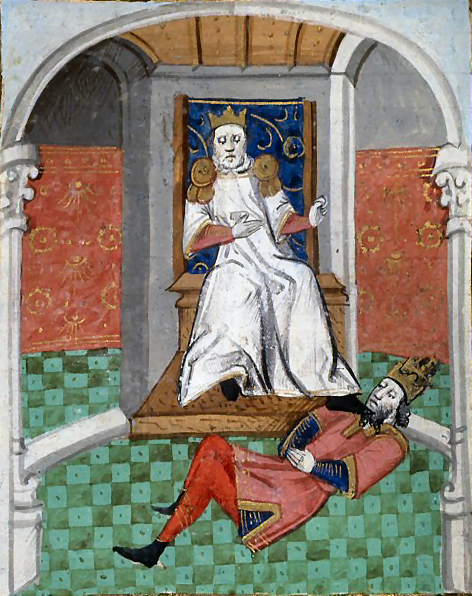
ロマノス帝を辱めるアルプ・アルスラーン。ボッカチオの『著名人の運命（:en:De Casibus Virorum Illustrium）』の写本の挿絵（15世紀フランス）より。

ロマノス4世がアルプ・アルスラーンに面会した時、アルプ・アルスラーンはほこりにまみれたぼろぼろの男がローマ皇帝だとは信じられなかった。その男がローマ皇帝だとわかると彼は皇帝の首を靴で踏みつけ、彼に地面に口づけを強要したと言われる（一方で、同時代人の史料であるニケフォロス・ブリュエンニオス（小）の『歴史』やアッタレイアテスの『歴史』、ミカエル・プセルロスの『年代記』にこのような記載はない）。アルプ・アルスラーンはロマノスを丁重に遇した。そして、戦闘前に提案した和議の条件を再び提案した。
ロマノスは1週間、捕虜として抑留された。この時、スルタンは皇帝にテーブルでの食事を許可している。一方で譲歩は同意された。アナトリアの周辺部のアンティオキア、エデッサ、ヒエロポリスとマラズギルトはセルジューク朝に割譲された。一方、手つかずのアナトリアの重要な中心が東ローマ帝国に残されることになる。スルタンから1000万枚の金貨の支払いがロマノスの身代金として要求され、これはロマノスに高すぎるとみなされ、アルプ・アルスラーンはかわりに150万枚の金貨を頭金にし、毎年36万枚の金貨を支払いを求めることで当座の費用を減額した。さらに、政略結婚がアルプ・アルスラーンの息子とロマノスの娘の間でなされることになった。アルプ・アルスラーンはロマノスに多くの贈答品と二人のアミールと100人のマムルークの護衛をコンスタンティノポリスまでの道中につけた。
彼の帰還後、ロマノスはその統治が深刻な問題にあることが分かった。彼は忠実な軍の育成を試みたにもかかわらず、彼はドゥーカス家との3度の戦いに敗れ、失脚させられ、目をつぶされ、プロティ島に追放された。ほどなく、彼は残忍な目つぶしが原因の感染症がもとで死去した。ロマノスの、彼が守ろうと奮戦したアナトリアの中心地の最期の時は、つぶれた顔でロバに乗っての恥辱であった。

## 結果

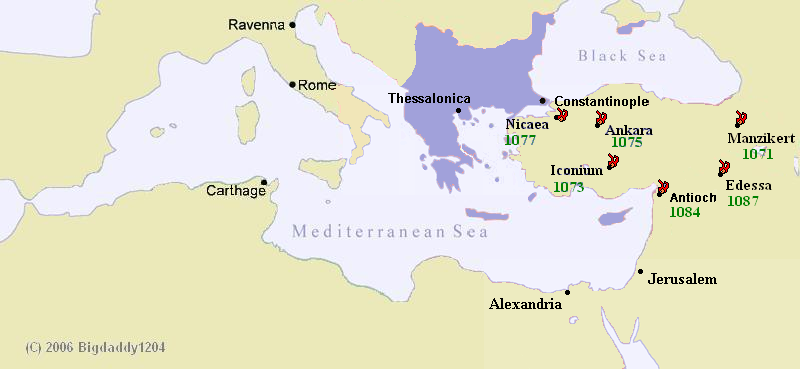
セルジューク朝はアルプ・アルスラーンが1072年に死亡するまでアナトリアに移動しなかった。

東ローマ帝国のアナトリアでの影響力が低下し、アルプ・アルスラーンによるダーニシュマンド朝などのセルジューク系のオグズ・テュルクメン諸侯勢力の入植によって、アナトリアのイスラーム化とテュルク系民族の進出の端緒となり、ルーム・セルジューク朝、さらに後々のオスマン帝国の勃興、東ローマ帝国の滅亡へと繋がる遠因ともなった。また、セルジューク朝の脅威にさらされることになった東ローマ帝国は、西ヨーロッパに救援を要請し、これが十字軍となった。
東ローマ帝国にとって長期にわたる、戦略的な破局にもかかわらず、マラズギルトは決して初期の歴史家が推定したような虐殺ではなかった。
現代の学者は東ローマ側の損失を相対的に少ないものだと見積もっていて、
 多くの部隊が戦いでそのまま生き残り、数か月以内によそで戦っていたと見做している。東ローマの戦争捕虜は後に解放された。たしかに東ローマ側の多くの司令官 (ドゥーカス、タルカンネイオテス、ビリュエンニオス、ルーセル・ド・バイユールとその上に君臨する皇帝)は生き残り、のちの歴史的な事件に登場している。
この戦いは直接的に東ローマ帝国とセルジューク朝のパワーバランスを変えなかった。しかしこれに続く東ローマ帝国の内戦はセルジューク朝にとっては大きな利益をもたらした。

ドゥーカスは無傷で逃走しすぐに首都コンスタンティノポリスに帰還し、そこでロマノスにたいして反乱を起こし「皇帝（バシレイオス）」ミカエル7世ドゥーカスを即位させた。
 ブリエンニノスもまたそ敗走にさしてはわずかしか兵力を失わなかった。セルジューク軍は逃走する東ローマ軍を追撃しなかったし、この時点ではマラズギルトを再占拠しなかった。東ローマ軍は再編成しen:Dokeiaに進軍した。そこで彼らは1週間後に解放されるロマノスと合流した。最も深刻な物質的な損失は皇帝の豪華な手荷物のようであった
惨敗の結果は、簡単に言うと、東ローマ帝国のアナトリアの中心地の喪失である。en:John Julius Norwichは彼の「ビザンツ帝国三部作」の中でこの敗北は「残る地域が陥落する前に数世紀も維持されたにもかかわらず、帝国の死の一撃であった。アナトリアのテマは文字通り帝国の心臓部であり、マラズギルトの戦い後の数十年内にこの地域は失われた」
彼は小さな著作「ビザンチン小史（"A Short History of Byzantium"）」でNorwichはこの戦いを東ローマ帝国、建国の700年にして建国から滅亡まで1000年の歴史の半分を迎えるまでに被った最大の災厄と表現している。

スティーヴン・ランシマンは『十字軍の歴史』の第1巻の第5章に「マラズギルトの戦いは東ローマ帝国の歴史上、最も決定的な災厄であった。帝国それ自身に幻想はもうない。たびたび歴史家はこの戦いを恐るべき日だと言及している」と記している。
アンナ・コムネナは実際の戦いののち数十年後にこう書いている、
…ローマ帝国の運命は、引き潮の極みに至った。東方から軍は四方八方に散らばったために、トルコは版図を拡大し、黒海とヘレスポントとエーゲ海とシリアの海[地中海], とパンフィリア、キリキアに洗われるさまざまな湾とそれ自身は何もないエジプトの海[地中海]の諸国の支配権を獲得した。
数年、数十年後、マラズギルトの戦いは帝国の災厄としてみなされるようになった。ゆえに後世の記録は軍の人数と死傷者の数を誇張した。東ローマ帝国の歴史家は頻繁に振り返っては、この日の「災厄」を慨嘆し、帝国の衰退が始めるにつれそれを指摘するようなった。
それはすぐの災厄ではなく、この敗北がセルジューク朝に東ローマ帝国は無敵であり「難攻不落の千年帝国」（東ローマ帝国もセルジューク朝もそう呼んでいた）ではないことを見せつけることになった。

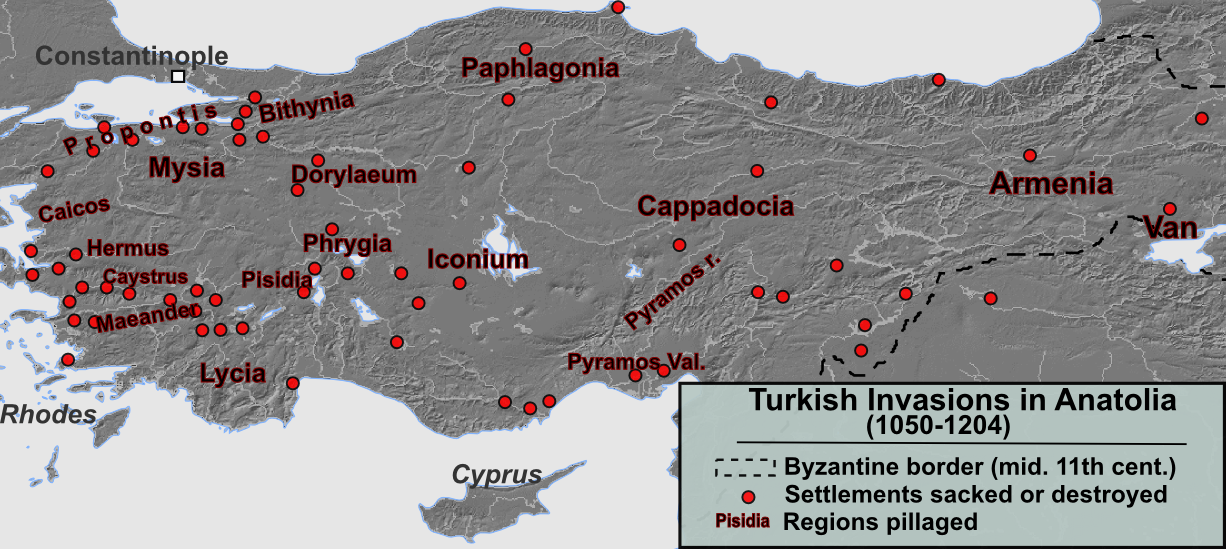
Settlements and regions affected during the first wave of Turkish invasions in Asia Minor (until 1204).

アンドロニコス・ドゥーカスの簒奪はまた、帝国を政治的に不安定にし、この戦い後のトルコ系の流入にたいする組織的な抵抗を困難にした。10年以内に、小アジアのほぼ全域にトルコ系であふれかえった。
その過程は「空白（であった）アナトリア中央平野が東ローマの有力者によって牧羊地に変わることによって」促進された。ついに皇帝らの陰謀と廃位、とくにロマノスのそれは恐ろしいものだが、はそれ以前に行われており、不安定化は数世紀にもわたり波紋を投げかけてきたことであった。
戦いのあとに続いたものは一連の歴史上の事件であり、それは帝国が没落していくものであり、戦いがまず関係しているものであった。それにはロマノスの悲惨な運命とルーセル・ド・バイユールがフランクとノルマンとゲルマンの傭兵3000人を用いて行ったガラティアに独立王国樹立の試みも含まれる。
彼は反乱を鎮圧しようとした皇帝のおじのヨハネス・ドゥーカスを破り、首都にむけて進軍しコンスタンティノポリスとは海峡を挟んでアジア側のクリソポリス (ユスキュダル) を破壊した。ついに帝国は拡大しているセルジューク朝から ルーセル・ド・バイユールに鎮圧対象を変更した(セルジューク朝もそうした)。しかしトルコは彼の妻を人質に取っており、若き将軍アレクシオス・コムネノスが彼を追捕する前に、彼は捕縛された。
これら出来事は、みなトルコ系でいっぱいになる空白を相互作用で作り出した。ルーム・セルジューク朝が1077年にニカイア(イズニク)に首都を遷した選択は、帝国の紛争が新たな好機をもたらすのではないかと見る、願望によって説明可能ではないだろうか。
後知恵に、東ローマと現代の歴史家の両方ともこの戦いを東ローマ帝国没落の運命の日だということで一致している。Paul K. Davisは「東ローマ帝国の敗北は、主たる兵力の徴発地であるアナトリアにたいする帝国の統制の消失により、帝国の力をひどく限定的なものにした。これよりイスラム教徒がこの地を統治するようになった。東ローマ帝国は直ちにコンスタンティノポリス周辺地域に限定され、帝国はふたたび強大な軍事勢力になることはなかった」。

後の十字軍の根本的な原因として、解釈された。その中で1095年の第一次十字軍は特にアナトリア喪失後の東ローマ帝国の西ヨーロッパに対する軍事的支援の要請の応答であった。
 別の観点から、西ヨーロッパはマラズギルトの戦いを東ローマ帝国はもはや東方正教会の守護者たりえない、あるいは中東の聖地巡礼の守護者たりえないシグナルと見た。
Delbrückは戦いの重要性は誇張されてきた。しかし、この戦いの結果、帝国は以後長きにわたり野戦において軍を効果的に用いることができなかったのは、資料から明らかであると考えている。

ミュリオケファロンの戦いはまた、東ローマ帝国没落の重要な事件としてマラズギルトの戦いと比較される。
二つの戦いは100年程の間があるが、高価な東ローマ軍はいっそう神出鬼没のセルジューク軍の待ち伏せにはめられたことに気づいた。しかしマヌエル1世コムネコスが戦後も権力を保持したせいでミュリオケファロンの戦いの重要性は当初は限定的なものであった。
ロマノスと同じとは言えない。ロマノスの敵は「勇敢で正しき人」に殉じ、結果「帝国は復活することはなくなった」
。